# Ceratochernes guanophilus
Ceratochernes guanophilus är en spindeldjursart som beskrevs av Volker Mahnert 1994. Ceratochernes guanophilus ingår i släktet Ceratochernes och familjen blindklokrypare. Inga underarter finns listade i Catalogue of Life.